# Pisciforma
Pisciforma é uma subordem de insetos da ordem Ephemeroptera.

## Famílias
Segundo o ITIS:
- Família Acanthametropodidae
- Família Ameletidae
- Família Ametropodidae
- Família Baetidae
- Família Metretopodidae
- Família Siphlonuridae
- Superfamília Heptagenioidea

## Ligações Externas
- (em inglês) Pisciforma no National Center for Biotechnology Information
- (em inglês) Pisciforma no Animal Diversity Web
- (em português) Pisciforma no Sistema Integrado de Informação Taxonómica[ligação inativa]